# Vierwaldstätti-tó
A Vierwaldstätti-tó / Vierwaldstättersee / Vierwaldstätter-tó (franciául Lac des Quatre Cantons, olaszul Lago dei Quattro Cantoni/Lago di Lucerna, rétorománul Lag Lucerna) egy hegyekkel körülvett jellegzetes alakú tó 9 medencével és számtalan nyúlvánnyal Közép-Svájcban. A nevét a tavat körülvevő négy waldstatt-ról, azaz kantonról kapta: Uri, Nidwalden, Schwyz, és Luzern. Legjelentősebb forrásai a Muota, a Reuss, az Isenthalerbach, az Engelberger Aa és a Sarner Aa. Kimenő folyója a Reuss Luzernnél.

## Keletkezése
A Vierwaldstättersee-t 12 000 évvel ezelőtt az utolsó jégkorszak végén a Reuss-gleccser alakította ki. 

## Forrásai
A Gotthárd-hegységből folyik a Vierwaldstätter-tóba a Reuss. Nagy mennyiségű hordalékot visz magával, emiatt az idő folyamán a torkolat 10 km-rel északabbra az Unersee-be tolódott.
A Reuss torkolatvidékén Flüelen és Seedorf között a tavat részben újból feltöltötték a Flüelent elkerülő alagút és a Gotthárd-alagút építésénél keletkezett törmelékkel, így újból kialakultak sekély zónák, amik a kavicskitermelés során eltűntek.

## A tó szabályozása
1861 óta a tó vizét Luzernél vízszintszabályozó duzzasztóművel szabályozzák. Az 1910. évi legnagyobb árvíz idején a víz szintje elérte a 435,25 m tengerszint feletti magasságot. A Reuss lefolyó víz mennyisége akkor 455 m³/s volt.
A Luzerni kanton tervei között szerepel a Reuss vízszintszabályozó rendszerének szanálása és részben újjáépítése. A projekt tervei szerint a Reuss lefolyókapacitása kereken 100 m³/s-ra emelkedne.  Az újjáépítés tervének kiváltó oka az 1999. májusi rekordmennyiségű csapadék és az azt követő nagy árvíz volt, amikor is a víz tengerszint feletti magassága elérte a 434,94 métert. 17 part menti településen kb. 3,5 millió svájci frankos kárt regisztráltak. 2005-ben hasonló árvíz sújtotta a térséget, a folyók és a nagy tavak vízállása sok térségben magasabb volt, mint az évszázad árvizeként emlegetett 1999-es természeti csapás idején volt. 

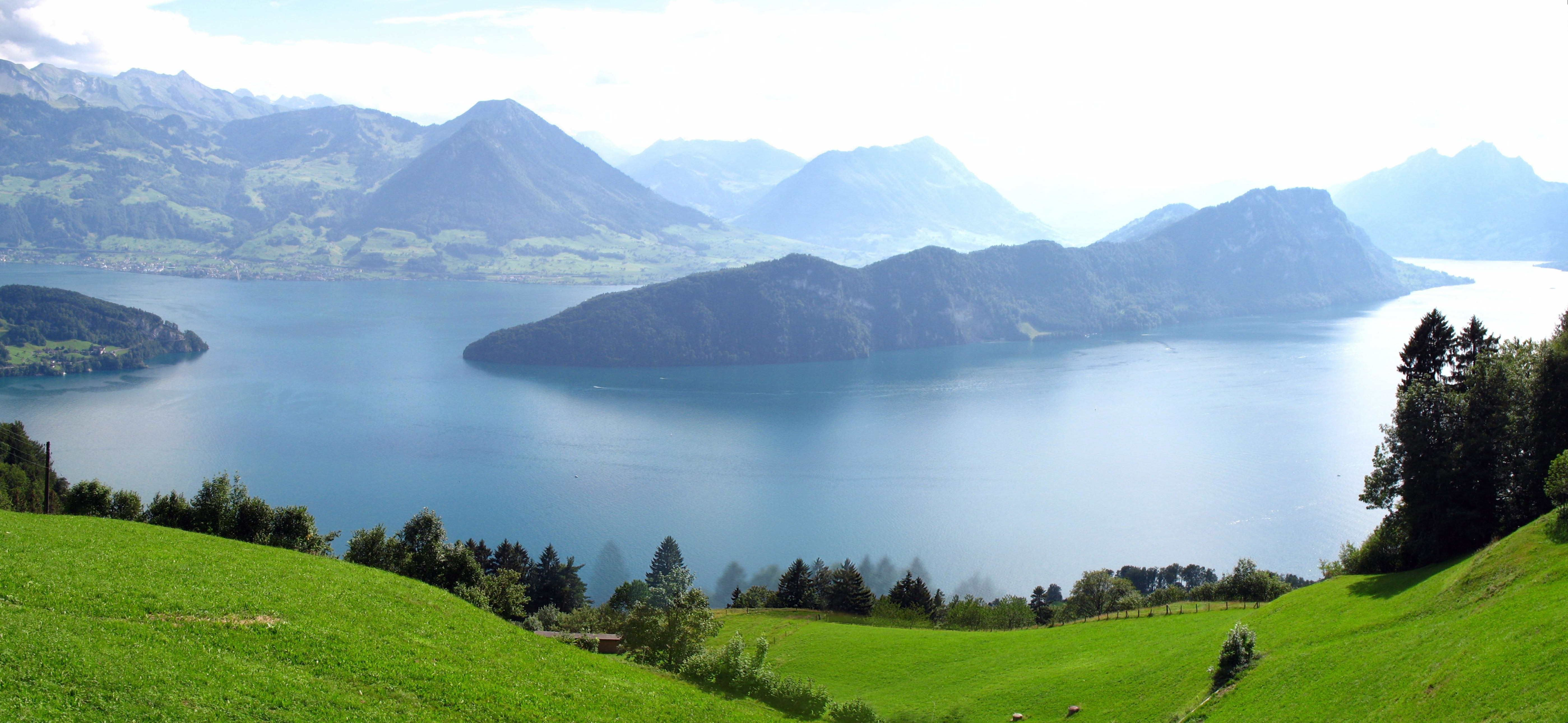
Vierwaldstättersee, Vitznau

## Öblök és medencék
- Az Urnersee a Reuss torkolatától (Seedorf) 11 km hosszan északi irányba Brunnenig nyúlik
- A Gersauer-öböl kelet-nyugati irányban húzódik Brunnentől Ennetbürgenig, ahol az Engelberger Aa a tóba torkollik. Az öböl közepén található a tó legmélyebb pontja.
- A Vitznaui-medence Vitznautól nyugatra, Hertenstein (északon) és Bürgenstock (délen) fekszik.
- A Vitznaui-medence nyugati részén található ennek a tórésznek a közepe, a Kreuztrichter.
- Kreuztrichtertől délnyugati irányban fekszik a Stansstadi-öböl és a 4 km hosszú átjáró az Alpnacher-tóhoz, amit egy híd választ el a tó többi részétől.
- A Luzerni-tó Kreuztrichtertől északnyugati irányba nyúlik Luzern felé, ahol a Reuss elhagyja a tavat és tovább folyik az Aareba.
- A Küssnachti–tó Merlischachen és Meggen között fekszik.

## Vízminőség és hőmérséklet
A víz átlagosan 3,5 évet marad a tómederben és ivóvíz minőségű. Nyáron a tó vize eléri a 22 °C–ot. 1929-ben és 1963-ban befagyott az Alpnachersee és a Lucerni-öböl. 17. és 19. századi okmányok az egész tó jegesedéséről számolnak be. 1684-ben és 1685-ben a Gersauer-medence korcsolyázható volt.
Az éghajlat a száraz, meleg szél fújta és hegyekkel védett Vierwaldstättersee körül enyhe és vegetációja Tessin kantonéhoz hasonlít: a tó parton pálmák, fügefák, ciprusok, kaktuszok, és más déli növényfajták nőnek.

## Áramlatok
A Reuss relatív meleg vize és a tó vízét állandóan átrétegző száraz, meleg szél (föhn) miatt az Urnersee alul melegebb és könnyebb, mint a Gersauer-medencében. A hőmérséklet-különbség, valamint a víz eltérő sótartalma miatt a tó különböző területein tavasszal hatalmas mennyiségű víz áramlik a Gersauer-medencéből az Urnersee mélységeibe. Hasonló mélyvízi áramlatok vannak az Alpnachersee és a Gersauer-medence között is.

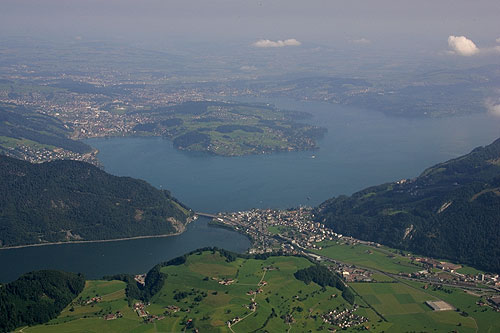
Vierwaldstättersee

## Közlekedés
A tavon a Vierwaldstättersee Hajózási Társaság hajói - 5 nosztalgia-gőzös és 15 elegáns motoros hajó - naponta közlekednek 34 kikötőhely között.
Útvonalak:
- Luzern - Weggis - Vitznau - Beckenried - Brunnen - Flüelen
- Luzern - Kehrsiten - Stansstad - Alpnachstad
- Luzern - Küssnacht am Rigi

A régi utazók Flüelenben szálltak át az öszvérről vagy postakocsiról a hajóra. A tó északi partján húzódik a sok alagúttal és galériával megépített Axenstrasse Flüelentől Sisikonon keresztül Brunnenig. A vasútvonal Flüelen és Brunnen között többnyire a föld alatt vezet.
Az Axenstrasse megépítéséig (1863-1865) a vízi út volt az egyetlen lehetséges kapcsolat Uri kantonba, a Szent Gotthárd-hágóhoz és az egyetlen út az északi városoktól a Földközi-tenger kikötőihez. A Vierwaldstättersee körüli vidék napjainkban is fontos közlekedési csomópont.

## Turizmus
Angol utazók fedezték fel belső Svájc hegységeinek szépségét. Üdülő- és fürdőhelyek jöttek létre, mint Weggis vagy Gersau. 1871-ben megnyitották Európa első fogaskerekű vasútját, a Vitznau-Rigi-vasutat. 1889-ben épült a világ legmeredekebb fogaskerekűje Alpnachstad és a Pilátus-hegy között. Mark Twain újságíróként írt élménybeszámolót a Rigi megmászásáról, ami a 19. században a svájci turizmus fellendüléséhez vezetett.
- Kilátóhegyek: Rigi, Pilatus, Bürgenstock, Stanserhorn, Mythen, Urirotstock
- Történelmi jelentőségű helyek: Rütli, Tellsplatte, Tellskapelle, Hohle Gasse

A történet szerint a Vierwaldstätter-tótól nem messze lévő Rütliwiesen fogadott örök hűséget 1291-ben Svájc három őskantonja, Uri, Unterwalden és Schwyz.  Ezek a kantonok a svájci reformáció után is katolikusok maradtak. Unterwaldenben található Svájc nemzeti szentje, Klaus testvér kápolnája; a völgy végében épült az Engelberg kolostor: itt képzik ki a Vatikán számára a Svájci Gárda tagjait.
Számos zarándokút vezet a tó mellett Róma irányába. Itt halad nyugati irányba Santiago de Compostela felé a Szent Jakab-út.

## Környezetvédelmi problémák
1918 és 1967 között a svájci lőszergyár termelési hulladékának nagy részét a Vierwaldstättersee, a Brienzersee, valamint a Thunersee vizébe szórta. A 200 m mélyre süllyedt hulladék teljes mennyiségét 3300 tonnára becsülik (Thunersee Bern kantonban: 4600 tonna, Brienzersee: 280 tonna).  A töltények 35 alkotórészéből 8 ökológiailag veszélyes kategóriába tartozik, mint például ólom, higany és a nagyon mérgező dinitrobenzol. Bár a mérések eddig nem mutattak mérgező szivárgást a hulladékból, nem lehet tudni, hogy hogyan alakul a helyzet a jövőben. A svájci hatóságok 1,23 millió eurót invesztálnak a közeljövőben az érintett tavak vizének kutatásába és a ellenőrzésére, hogy időben felismerjék az esetleges veszélyeket. A lőszerhulladék kiemelése a mélység miatt igen költséges lenne, ezenkívül nagy az ökológiai kockázata annak, hogy a hulladékanyag kiemelésekor kén-, nitrogén- és foszforvegyületek keverednek fel az üledékben. [forrás?]

## Külső hivatkozások
- Vierwaldstättersee (németül)
- Lőszerhulladék a Vierwaldstätter-tóban (németül)